# Ras malai
Il Ras malai o rossomalai è un dessert originario del Bangladesh . Il nome ras malai deriva da due parole della lingua hindi: ras, che significa "succo", e malai che significa "panna". È stato descritto come "una ricca cheesecake senza crosta". Questo dolce è originario del Bengala; Secondo K.C. Das Grandsons, fu creato da K.C. Das.

## Ingredienti
Il Ras malai consiste in una crema dolce biancastra, oppure in delle sfere di chhena dalla forma circolare, appiattite e giallognole, impregnate nel malai (una panna molto densa) ed aromatizzate con il cardamomo. Il ras malai viene cotto nello sciroppo di zucchero e latte e contiene un ripieno di zafferano, pistacchi e kheer. I ras malai fatti in casa sono generalmente fatti con del latte in polvere, farina di grano tenero, lievito in polvere e olio. Gli ingredienti vengono uniti fino al formare un impasto, modellati fino al conferimento di una forma sferica e infine gettati nella crema di latte bollente.

## Origine
Si ritiene che il Ras malai sia originario del Bengala occidentale. I pasticceri del K.C. Das Grandsons sostengono che sia stato inventato da K.C. Das, ma questa affermazione è "impossibile da verificare".